# Jüdischer Friedhof (Nordhausen)

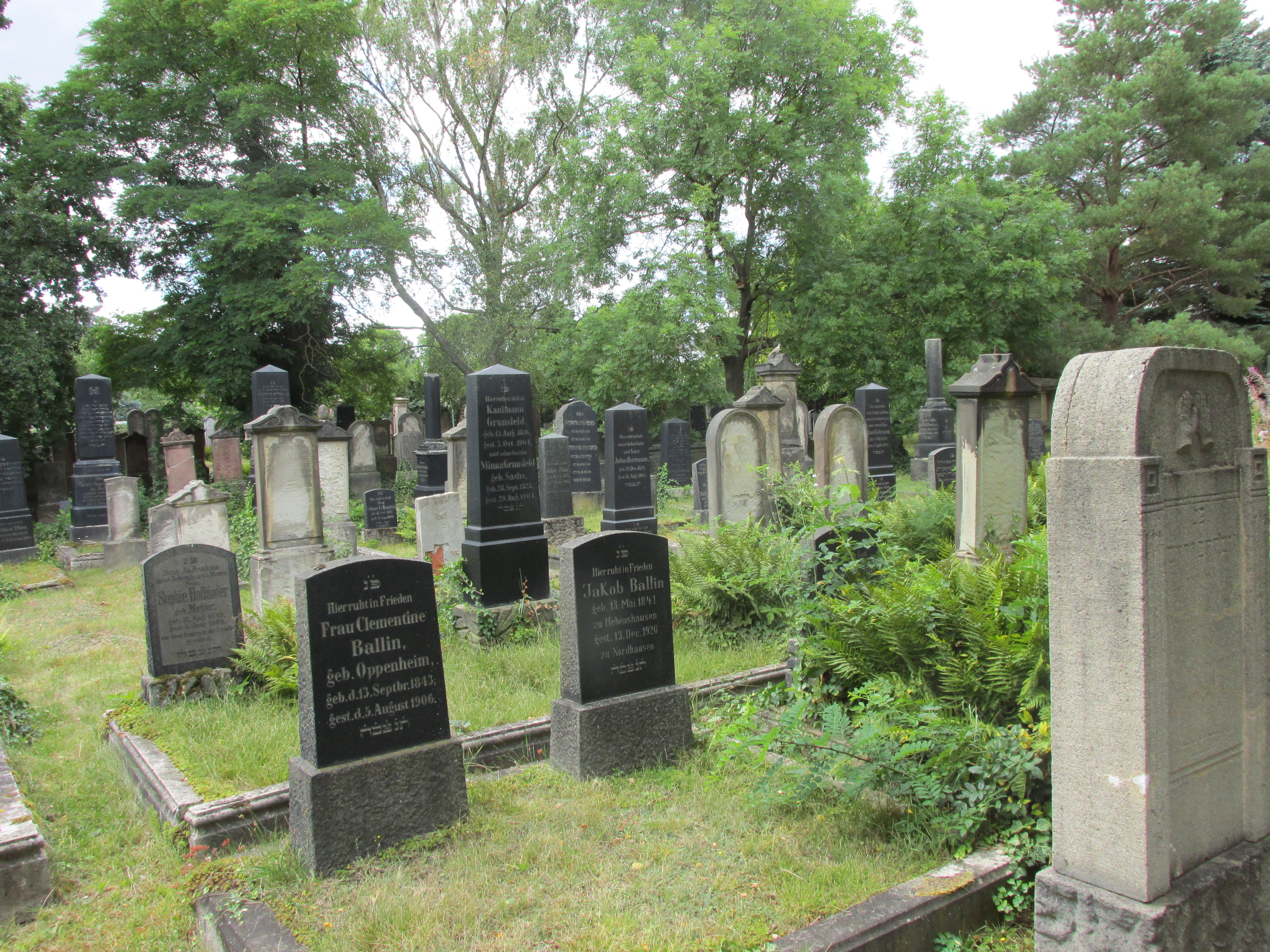

Der Jüdische Friedhof Nordhausen liegt in der thüringischen Kreisstadt Nordhausen im gleichnamigen Landkreis. Auf dem Friedhof befindet sich ein Denkmal für die im Ersten Weltkrieg gefallenen jüdischen Soldaten.

## Struktur
Auf dem 5000 m² großen jüdischen Friedhof (Adresse: Ammerberg 19) befinden sich 320 Grabsteine: die älteren Grabsteine liegen rechts des Hauptweges und die jüngeren Grabsteine sowie die Kindergräber auf der linken Seite.

## Geschichte
Von Beginn seiner Nutzung als Ruhestätte bis hin zur Gegenwart liegen keine Berichte vor, wonach das Gelände (Am Ammerberg) Schändungen zum Opfer fiel. Daher ist der Friedhof eines der wenigen noch anschaubaren Zeugnisse vergangenen jüdischen Lebens.
Heute kann der Friedhof als solches nicht mehr genutzt werden, da er seit Dezember 2007 unter Denkmalschutz steht. Nicht die ornamentale Kunst allein macht ihn zum besonderen Denkmal, sondern ebenso die Verdeutlichung von religiöser Sitte bis hin zum Bruch mit der traditionellen Friedhofskultur im 19. Jahrhundert.
Durch die Neugründung der jüdischen Synagogengemeinde Nordhausen, die daraufhin wachsende Zahl der Mitglieder sowie durch die beständige Wirtschaftskraft ihrer Mitglieder war es möglich, Boden zu erwerben und als „Israelitischen Kirchhof“ zu nutzen. 1826 wurden für die Errichtung einer Friedhofsmauer Geldspenden gesammelt und Anleihen aufgenommen. Nach der Zeittafel des Nordhäuser Magistrats erfolgte die Einweihung des neuen Judenfriedhofs am 1. September 1828. Aus Platzmangel wurde die Anlage in den Jahren 1854 und 1865 durch den weiteren Kauf von Land vergrößert. Damit hatte der Friedhof eine Größe von ca. 5.000 m.
Zwei Jahre nach dem letzten Grundstückskauf wurde 1867 ein Taharahaus erbaut, dem um 1900 eine Trauerhalle folgte. Mit den Baumaßnahmen schloss sich die Gemeinde dem Trend der neueren Zeit an. Neben der Trennung zwischen Leichenaufbewahrung und dem Ort des Trauerns für Angehörige ging es darum, dem Kohen (ein Priester aus der Untergruppe der Leviten) die Teilnahme an der Trauerfeier zu ermöglichen, da dieser nach der Tradition keinen unmittelbaren räumlichen Kontakt mit einem Leichnam haben durfte.
Im August 1928 wurde für die Anhänger der Feuerbestattung nach dem Plan des Stadtgartendirektors Rotscheid ein Urnenhain angelegt.  Im hinteren Bereich des Friedhofs durch eine Hecke abgetrennt führen Treppenstufen zum Urnenhain hinunter, auf dem Grabsteine in einer ovalen Beetform aufgestellt sind. Es handelt sich dabei um einen unterirdischen Urnenhain, d. h. die Urnen wurden in die Erde gelassen, statt diese oberirdisch in Wände eines Kolumbariums oder in einer Urnenhalle beizusetzen.

## Besonderheiten
Um den gefallenen jüdischen Soldaten des Ersten Weltkrieges ein würdiges Gedenken zu geben, spendete und errichtete die jüdische Gemeinde am 25. September 1921 auf dem Friedhof ein Ehrenmal. Im Zweiten Weltkrieg fielen zwei Bomben auf den Friedhof. Dabei nahmen das Grabdenkmal, einige Grabsteine und die Baumallee Schaden. Am 15. Juni 2005 wurde das Ehrenmal nach seiner Restaurierung feierlich mit militärischen Ehren wieder eingeweiht.